# Neoperla grafei
Neoperla grafei és una espècie d'insecte plecòpter pertanyent a la família dels pèrlids.

## Etimologia
El seu nom científic honora la figura del professor Ulmar Grafe per la seua contribució en l'estudi d'aquesta espècie.

## Descripció
- Els adults presenten un color general marró groguenc clar, el cap clar (llevat d'una regió lleugerament més fosca als ocels), el pronot marró clar amb rugositats més fosques escampades, el segment del fèmur marró clar, el de la tíbia similar però amb una franja marró fosca al nivell del genoll i les membranes alars ambre clar amb la nervadura marró.
- Les ales anteriors del mascle fan 9,5 mm de llargària.
- Ni la femella ni la larva no han estat encara descrites.[3]

## Hàbitat
En el seu estadi immadur és aquàtic i viu a l'aigua dolça, mentre que com a adult és terrestre i volador.

## Distribució geogràfica
Es troba a Malèsia: Sarawak (Malàisia).